# Wintersport

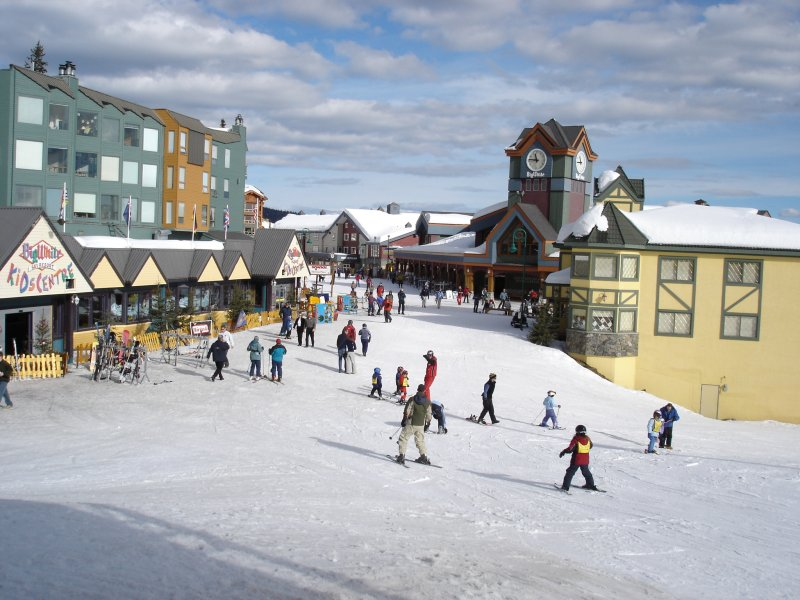
Big White, een typisch wintersporttafereel

Wintersport is een verzamelnaam voor vormen van sport die als wedstrijdsport, recreatie sport of als vakantiebezigheid op het ijs of sneeuw worden uitgeoefend.

## Geschiedenis
De meeste wintersporten zijn ontstaan als alternatief transportmiddel in de wintermaanden als de wegen en vaarwegen niet meer op normale manier begaanbaar waren. Zo wordt er al eeuwen geschaatst en gepriksleed om ijsvlakten makkelijker te kunnen oversteken. In de verloop van de tijd begint men deze transportmiddelen ook voor recreatieve doeleinden te gebruiken. Zo werden de eerste kortebaanwedstrijden voor schaatsers al rond 1800 verreden en rond 1900 werden er al wedstrijden voor priksleeërs gehouden, vaak zelfs letterlijk voor spek en bonen.
In 1882 werd uiteindelijk de Koninklijke Nederlandsche Schaatsenrijders Bond (KNSB) opgericht waar alle takken van de schaatssport onder vallen.
Het skiën ontstond vooral in de Alpenlanden en in de Scandinavische landen. Hierdoor is er dus ook een verschil ontstaan tussen het alpineskiën en noords skiën. Al wordt de ski ontwikkeling rond 1860 in de Noorse regio Telemark gezien als bakermat van het skiën als tak van sport. De toeristische wintersport ontstond vooral in de alpen om de rijke buitenlanders te vermaken, Sankt Moritz in Zwitserland wordt alom gezien als de bakermat van het wintertoerisme eind 19e eeuw. Een hotelier wist een aantal Engelse zomergasten te overtuigen ook in de winter te komen. Het wintersport toerisme is al jaren van groot belang voor de toeristische sector in de Alpenlanden en is al lang niet meer alleen voor de rijke burgers.

## Overzicht van wintersporten

### Sneeuwsporten

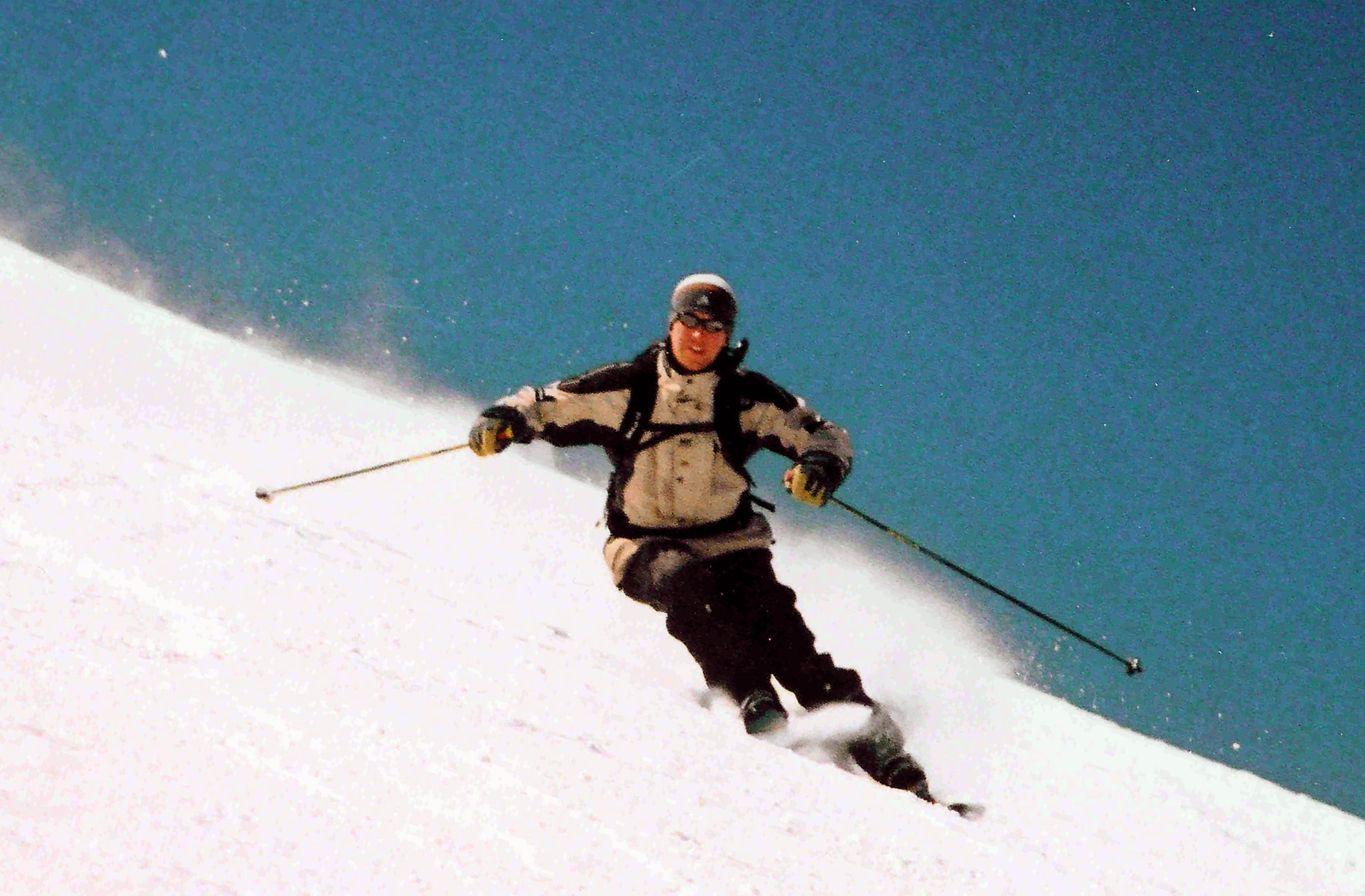
Skiën, Grande Motte in Tignes, Frankrijk

- Alpineskiën: Het alpineskiën onderscheidt zich van het skiën op de noordse wijze doordat men bij het alpineskiën met de gehele voet vast geklemd is aan de ski. Bij de noordse wijze is men alleen met de voorvoet bevestigd en zijn de hakken vrij. Binnen het alpineskiën zijn vijf disciplines te onderscheiden: de slalom, de reuzenslalom, de super G, de afdaling en de alpine-combinatie.
- Biatlon: Biatlon is een skisport, namelijk een langlaufwedstrijd waarbij de deelnemers na een bepaalde afstand vijf maal moeten schieten op een doel. Wordt dat doel gemist, dan betekent dit dat er voor elke misser een strafronde van 150 meter moet worden gelopen voor men op het eigenlijke parcours verder mag gaan. Dit is het geval bij het onderdeel sprint. Bij de lange afstand wordt er voor elk niet getroffen doel één minuut straftijd aangerekend. Het schieten wordt zowel liggend als staand uitgevoerd. Bij de sprint 1 maal liggend en 1 maal staand, bij de lange afstand 2 maal liggend en 2 maal staand. Naast de traditionele afstanden wordt ook in massastart, achtervolging en in estafettevorm gelopen.
- Freeride: Freeride (ook sidecountry-ski of off-piste-skiën) is een variatie op het traditionele on-piste-skiën (en snowboarden) en toerskiën. In tegenstelling tot tourskiën ligt de focus bij freeriden enkel op de afdaling.
- Freestyleskiën: Freestyleskiën is een vorm van skiën, waar zowel kracht, techniek als artistiek vermogen een belangrijke rol speelt. Het freestyleskiën bestaat uit vijf disciplines: de aerials, de moguls, de dual moguls, de halfpipe en de (freestyle)skicross.
- Koersen met slede-hondenspannen : Is het zo snel mogelijk afleggen van een route met een voor een slee gespannen hond (meestal husky's).
- Koersen met paardenspannen en sleden: Is het met een arrenslee zo snel mogelijk een bepaalde afstand door de sneeuw afleggen. Dit wordt vooral nog in het noorden van het land gedaan en dan met name in Friesland waar het belslydjeien wordt genoemd.
- Langlaufen: Op langlaufski's moet een traject zo snel mogelijk worden afgelegd. Er zijn verschillende afstanden en verschillende stijlen van lopen. Bekend is 'de klassieke stijl', hierbij zet men achterwaarts af met de ski, ondersteund door de stokken, men 'loopt' met de ski's. De 'vrije stijl' lijkt op de schaatstechniek; men zet zijwaarts af met de ski ondersteund door, of soms zonder, stokken. Een uitgezette route voor langlaufers heet een loipe. Bij de klassieke stijl zijn dat twee sporen, bij de vrije stijl een glad geprepareerde piste. Het langlaufen wordt op verschillende niveaus beoefend. De niveaus lopen uiteen van recreatief langlaufen tot volledige marathons, een Worldcupcircuit en de Olympische Spelen.
- Noords skiën: Noords skiën is de verzamelnaam voor twee uit Scandinavië afkomstige skidisciplines, namelijk het schansspringen en het langlaufen. De combinatie van deze sporten heet de Noordse combinatie. De volgorde van een wedstrijd in de noordse combinatie is eerst schansspringen, en dan langlaufen. Het langlaufen gebeurt steeds in de vrije stijl.
- Schansspringen: De deelnemers skiën van een schans af en proberen daarbij zo ver mogelijk te springen. Naast de springafstand wordt ook door een aantal juryleden de uitvoering van de sprong beoordeeld. Schansspringen wordt hoofdzakelijk individueel beoefend. Daarnaast zijn er landenwedstrijden waarbij vier springers per land om de beurt aan de start komen. Schansspringen is overigens niet langer een echte wintersport. In de zomermaanden worden steeds meer zomerwedstrijden gehouden om het officiële Wereldkampioenschap Zomerspringen waarbij de landing plaatsvindt op een grasveld en de ski's met speciale was geprepareerd zijn.
- Ski-Alpinisme: Ski-alpinisme is een sneeuwsport die het beklimmen en skiën van besneeuwde bergen omvat. De ski's worden voorzien van stijgvellen, waardoor tegen een berg opgelopen kan worden. Het is gebruikelijk op deze manier alpinetochten van een aantal dagen te maken.
- Skioriëntatie (Ski-O): een vorm van de oriëntatieloop in het langlaufen.
- Skivliegen: Skivliegen is een extreme vorm van schansspringen. Het is in feite hetzelfde als schansspringen, maar er wordt van een grotere schans gesprongen. Door de hogere snelheid (tot 110 km/uur) wordt er extreem ver gesprongen; meer dan 200 meter. Er bestaan slechts vijf voor het skivliegen goedgekeurde schansen.
- Snowboarden: Snowboarden is een sport waarbij men op een board met vastgemaakte schoenen afdaalt van een besneeuwde berghelling of piste. Bij het snowboarden kan men drie disciplines onderscheiden: freeride, freestyle, en alpineboarden.
- Speedskiën: Speedskiën is een tak van de skisport met als doel een zo hoog mogelijke snelheid te behalen op een uitgezet parcours. De totaalafstand van een speedski-parcours bedraagt 1.000 meter waarin een hoogteverschil van 450 meter wordt overbrugd.
- Telemarken: Telemarken is een vorm van skiën. Het verschil met het gebruikelijke alpineskiën is de bochtentechniek die mogelijk wordt gemaakt door een andere binding, waarbij slechts de voorvoet vast met de ski verbonden is, plus schoenen die in de voorvoet buigzaam zijn.
- Skibob: Een frame waaraan twee ski's, een zadel en een stuur zijn bevestigd.

### IJssporten

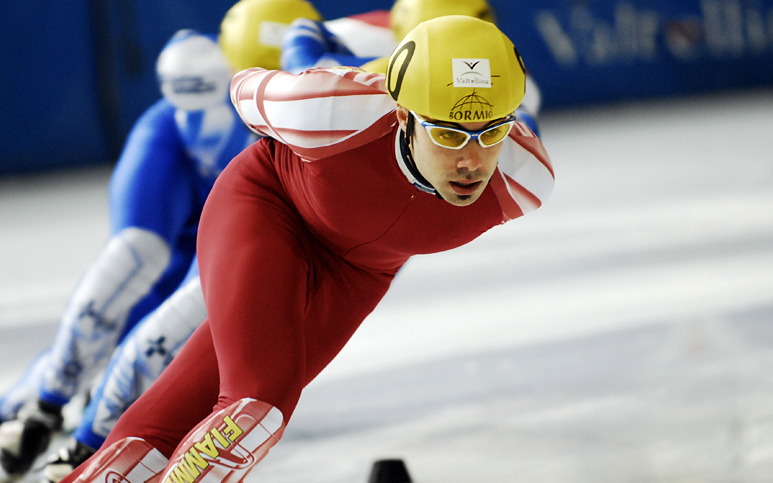
Shorttrack Cup - Coppa Italia 2007

- Bandy: Bandy is een balsport die op het ijs wordt gespeeld. Het is een vorm van ijshockey, waarbij lichamelijk contact echter verboden is. In plaats van met een puck wordt er met een plastic balletje gespeeld; de sticks zijn ook kleiner.
- Bobsleeën: Bobsleeën is een sport waarbij een bochtig naar onderen lopend ijsparcours wordt afgelegd in een bestuurbare slee. Voor de tweemansbobwedstrijden bestaat het team uit een remmer en een bestuurder. Voor de viermansbobraces worden hier nog twee extra duwers aan toegevoegd. Een race duurt ongeveer zestig seconden en de snelheden kunnen oplopen tot zo'n 150 km/uur.
- Curling: en Rolstoelcurling: Curling is een precisiesport die lijkt op bowls, petanque en bocce, maar op ijs wordt gespeeld met zware stenen in plaats van metalen (of plastic) ballen. Een curlingwedstrijd wordt gespeeld door twee ploegen van vier spelers. De bedoeling is dat op het einde van een ronde een aantal stenen van het eigen team dichter bij het midden van het huis (de gekleurde stip aan het einde van de baan) ligt dan de stenen van de tegenpartij.
- IJshockey en sledgehockey: IJshockey is een teamsport die wordt gespeeld op het ijs. Waarbij het de bedoeling is de puck in de goal van de tegenstander te krijgen. Een ijshockeywedstrijd bestaat uit drie zogenaamde perioden. Het spel wordt gespeeld door twee teams.
- IJsklimmen: IJsklimmen is het beklimmen van opstaand ijs. Men doet dit op delen van gletsjers, maar ook op bevroren watervallen. IJsklimmen is wellicht de gevaarlijkste vorm van klimmen daar er regelmatig stukken ijs afbreken of ijsvallen instorten.
- Ice-speedway: ijsspeedway is een tak van de motorsport (baansport) waarbij met speciaal hiervoor gebouwde motoren op een ijsbaan wordt geracet. De races worden gehouden op een ijsbaan van 400 meter. Tijdens de race zijn er telkens vier coureurs tegelijkertijd op de baan, er wordt hierbij gebruikgemaakt van een afvalsysteem; de coureur die een race wint is weer een ronde verder.
- IJsvissen: IJsvissen is een vorm van vissen, waarbij men vissen probeert te vangen door een gat in het ijs, meestal op een bevroren meer.
- IJszeilen: IJszeilen is een vorm van zeilen op bevroren meren. Hierbij gebruikt men een boot waar speciale schaatsen onder zijn gemonteerd. De bootjes kunnen snelheden van ruim 100 km per uur behalen.
- Kortebaanschaatsen: Kortebaanschaatsen is schaatsen in wedstrijdverband over een korte afstand van 160 meter bij de heren en 140 meter bij de dames. Er zijn drie verschillende soorten wedstrijden bij het kortebaanschaatsen: de wedstrijd met afvalsysteem, de tijdwedstrijd, en een wedstrijdvorm die bestaat uit een combinatie van de twee vorige wedstrijden.
- Kunstrijden: Kunstrijden is een sportieve gebeurtenis waarbij solisten, paren en groepen schaatsers rotaties, sprongen en andere bewegingen op het ijs maken die meestal onder begeleiding van muziek wordt uitgevoerd. Dit wordt de "kür" genoemd. De officiële onderdelen op deze kampioenschappen zijn solorijden voor mannen en vrouwen, paarrijden (man en vrouw) en ijsdansen (man en vrouw).
- Langebaanschaatsen: Het langebaanschaatsen is een discipline in het hardrijden op de schaats, een tak van de schaatssport. Langebaanschaatsen wordt beoefend op een ijsbaan van 400 meter. Binnen het langebaanschaatsen zijn verschillende disciplines met ieder hun eigen afstanden. De sprint bestaat uit de 500 en 1000 meter, de middenafstand de 1500 en de langere afstanden 3000, 5000 en 10.000 meter. De combinatie van deze afstanden wordt het allround schaatsen genoemd hierbij wordt van alle verreden afstanden een klassement opgesteld waarbij alle afstanden even zwaar meetellen. Daarnaast is er nog de ploegenachtervolging.
- Marathonschaatsen: Marathonschaatsen is een discipline van het hardrijden op de schaats. De wedstrijden worden meestal gereden op een ijsbaan met een lengte van 400 meter. De wedstrijden duren minimaal 25 ronden en maximaal 250 ronden. Ook worden er marathon wedstrijden op natuurijs verreden als het ijs sterk genoeg is. De bekendste marathon wedstrijd in Nederland is de Elfstedentocht. Dit is een tocht die niet bestaat uit rondjes van een bepaalde afstand, maar is echt een route van 200 km. De Elfstedentocht kan alleen verreden worden als het ijs op de gehele route sterk genoeg is.
- Priksleeën: Priksleeën is een sport waarbij de sleeër zich zo snel mogelijk met stokken over het ijs moet voortbewegen. Dit gebeurt doorgaans op een 400 meter baan en is daarom goed vergelijkbaar met het kortebaanschaatsen en het langebaanschaatsen.
- Rodelen: Rodelen is het op een slede van de rodelbanen of een gedeelte van een bobsleebaan afglijden. Hierbij ligt de rodelaar met de voeten naar voren op zijn rug op de slee. Op de hoogste niveaus worden wedstrijden gehouden voor de mannen individueel, mannen dubbel, vrouwen individueel en een landenwedstrijd. Het landenteam bestaat uit een mannelijke en een vrouwelijke rodelaar en een mannen dubbel. De afzonderlijke tijden worden dan bij elkaar opgeteld.
- Schoonrijden: Bij schoonrijden gaat het erom om paarsgewijs een zo fraai mogelijke schaatsslag te laten zien. Het is de bedoeling dat men op de buitenkant van het schaatsijzer bogen schaatst in een rustige, gelijkmatige slag. Tegenwoordig wordt het schoonrijden nog slechts als een folkloristische bezigheid beschouwd.
- Shorttrack: Shorttrack is een vorm van hardrijden op de schaats op een 111,12 meter lange ovaal dat uitgezet wordt op een ijshockeybaan. De afstanden die bij het shorttracken verreden worden zijn de 500 (4 ½ ronde), 1000 (9 ronden) en 1500 meter (13 ½ ronde). Shorttrack staat bekend om zijn spectaculaire inhaalacties, waarbij onder meer binnendoor en buitenom ingehaald wordt, de schaatsers hebben hierbij vaak de hand aan het ijs in de bochten.
- Skeleton: Is vergelijkbaar met het rodelen alleen ligt de skeletonner met zijn hoofd naar voren op de buik op zijn slee.

### Wintersportwedstrijden
De diverse wintersporten hebben elk diverse wedstrijden van amateurwedstrijden tot professionele wedstrijden op internationaal niveau, onderstaande een paar van de belangrijkste wintersportevenementen.
- Aziatische Winterspelen: De Aziatische Winterspelen is een sportevenement, gebaseerd op de Olympische Winterspelen voor sporters uit Aziatische landen. Het sportevenement is begonnen in 1986 en is reeds zes keer gehouden.[(sinds) wanneer?]
- Olympische Winterspelen: De Olympische Winterspelen is een internationale wintersportmanifestatie die elke vier jaar wordt georganiseerd door het Internationaal Olympisch Comité. Tot en met 1992 vonden ze in hetzelfde jaar als de Olympische Zomerspelen plaats, maar sinds 1994 vinden de Winterspelen in de even jaren tussen de Zomerspelen plaats. De sporten die tijdens dit evenement worden beoefend zijn: biatlon, skeleton, bobsleeën, curling, ijshockey, rodelen, schaatsen, kunstrijden, noordse combinatie, shorttracken, snowboarden, langlaufen, schansspringen en alpineskiën.
- Paralympische Winterspelen De paralympische Winterspelen is de Olympische Spelen voor mensen met een beperking en wordt sinds 1960 georganiseerd. Bij de paralympische Winterspelen staan alpineskiën, biatlon, langlaufen, rolstoelcurling, en sledgehockey op het programma.
- Winter Universiade De Universiade is een internationaal evenement, georganiseerd voor universiteitsstudenten, Dit evenement wordt om de twee jaar gehouden. Bij de Universiade staan alpineskiën, langlaufen, skispringen, Noordse combinatie, kunstschaatsen, ijshockey, shorttrack, biatlon, snowboarden, langebaanschaatsen en curling op het programma.
- Winter X Games De Winter X Games is een wintersport evenement voor de extremere wintersporten, zoals, Skicross, Halfpipe, Monoskiën, Snowboarden, Slopestyle. Snowboard Cross, Halfpipe en Snowmobilen.

## Wintersport in België
In België is er een aantal wintersportmogelijkheden in de Belgische Ardennen voor langlaufers en beginnende skiërs. Een nadeel hierbij is dat de Belgische Ardennen niet sneeuwzeker zijn. Daarnaast zijn er in België ook indoorskibanen te vinden, waar het gehele jaar kan worden geskied. België heeft een aantal ijsbanen waar meerdere ijssporten kunnen worden beoefend.
Ook zijn er een aantal organisaties actief die als doel hebben de verschillende wintersporten te promoten en organiseren:
- Royal Belgian Ski Federation[1], erkend door FIS en het BOIC
- Sneeuwsport Vlaanderen, door de Vlaamse gemeenschap erkende federatie.
- Fédération Francophone Belge de Ski (FFBS), door de Franse Gemeenschap erkende federatie.
- Ostbelgischer Ski- und Wintersportverband (OCWV), door de Duitstalige Gemeenschap erkende federatie.
- Belgian Ski Instructors Association (BSIA), de Vereniging van Belgische Skileraren, die professionele skileraren met een officieel diploma verenigt[2].
- BFSI (Belgian Federation of Snowsport Instructors), Belgische koepelorganisatie voor niet-professionele skileraars[3].
- Koninklijke Belgische Snelschaatsfederatie (KBSF)
- Vlaamse Short Track Vereniging
- Vlaamse Snelschaatsbond
- Koninklijke Belgische IJshockey Federatie (KBIJF)

## Wintersport in Nederland

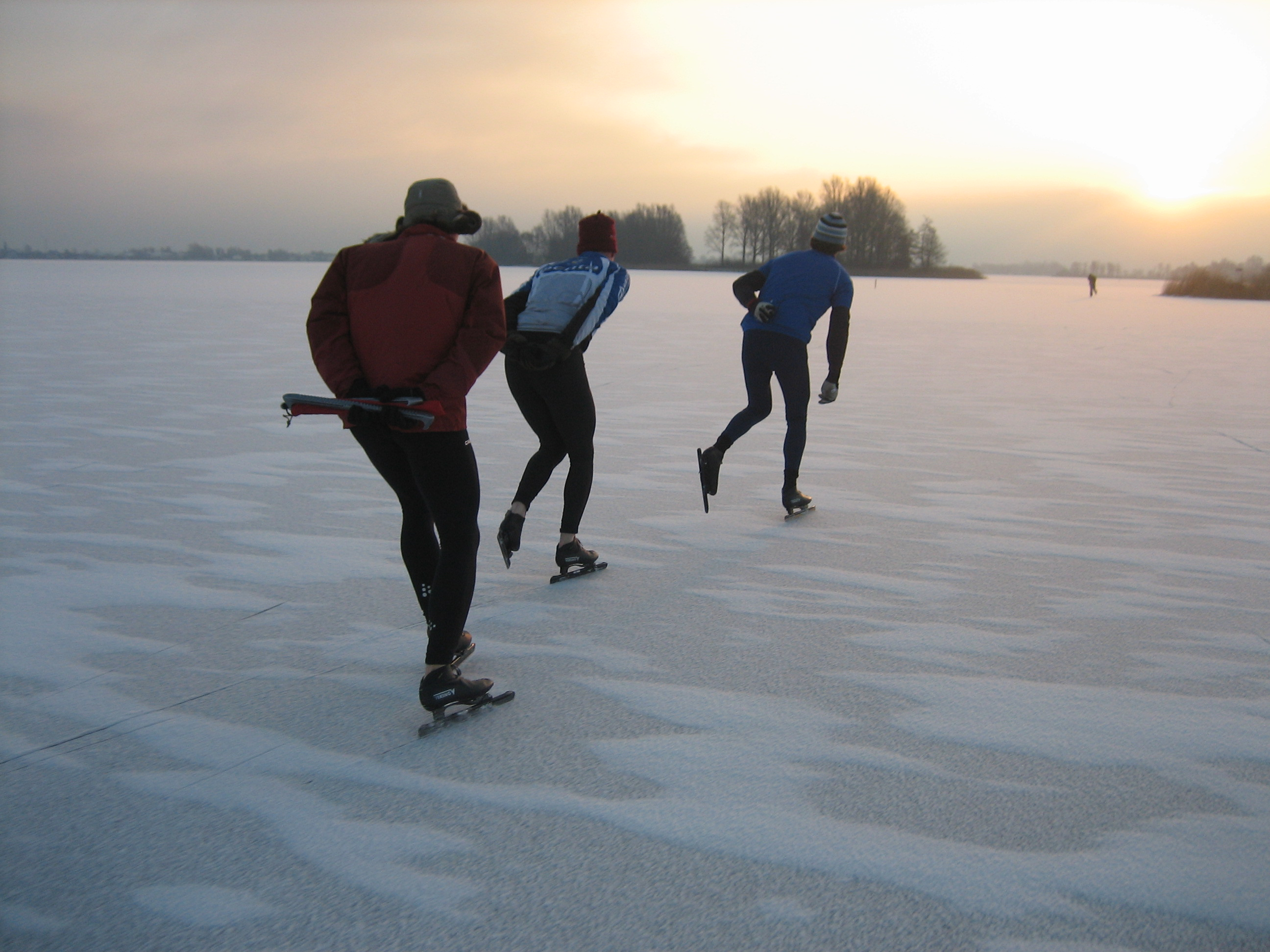
Schaatsen op de Loosdrechtseplassen

In Nederland kan men aan wintersporten doen, zo is er in bijna elke grote provinciestad wel een kunstijsbaan te vinden en er zijn in de meeste steden en dorpen natuurijsbanen waar in een vorstperiode veilig geschaatst of gepriksleed kan worden, verder zijn er een aantal indoorskibanen waar men als er geen sneeuw of ijs ligt toch een wintersport kan beoefenen.
Zodra er in de wintermaanden een goede vorstperiode aanbreekt kan er op natuurijs geschaatst en gepriksleed worden. Op eigen gelegenheid, maar er kan dan ook worden meegedaan aan wedstrijden op natuurijs en georganiseerde toertochten. De afstand van zo'n toertocht kan variëren van circa 10 tot circa 200 km. De tochten voeren soms door gebieden die anders niet of nauwelijks toegankelijk zijn. Veelal zijn er tijdens zulke toertochten controlepunten onderweg waar deelnemers een stempelkaart moeten laten afstempelen, na afloop wacht de deelnemer meestal een medaille.
IJsclubs kunnen dergelijke tochten aanmelden bij de KNSB, de KNSB stelt minimumeisen aan de ijskwaliteit voor zo'n toertocht.
De Nederlandse skibond is de Nederlandse Ski Vereniging.

## Terminologie

### Wintersportvakantie
Een wintersportvakantie is een vakantie naar een gebied waar een wintersport kan worden beoefend, waar in het bijzonder skiën of snowboarden, mogelijk is. Dit wordt vaak ook wel kortweg wintersport genoemd. Er kan individueel een wintersportvakantie ondernomen worden, maar ook in groepsverband. Men beoefent hier de wintersporten als een vakantiebezigheid. Vaak neemt men ook nog lessen skiën of snowboarden bij skischolen in de vakantieplaats.
De belangrijkste wintersportgebieden in Europa liggen in de Alpen in landen als Frankrijk, Oostenrijk en Zwitserland; echter, ook in landen als Tsjechië en Noorwegen zijn talrijke skigebieden te vinden.
- Wintersportgebied: Een wintersportgebied of skigebied is een gebied dat vooral geschikt is voor de wintersportvakantie. Een dergelijk toeristisch gebied is veelal ingericht voor skiën en snowboarden. Een deel van het wintersportgebied bestaat uit skipistes, waar men veilig kan skiën.
- Skipiste: Een skipiste, ook wel een piste genaamd, is een gemarkeerde zone op de flanken van een berg waar men kan skiën in het skigebied. Meestal heeft men met piste-onderhoudsmachines de sneeuw bewerkt of samengedrukt zodat een redelijk veilige, stabiele sneeuwmantel ontstaat waarop zonder veel problemen kan worden geskied. Er zijn verschillende klassen skipistes een verschillende moeilijkheidsgraad voor zowel de beginnende skiër en de geoefende skiër. De pistes voor beginnende skiërs worden met groen aangegeven en de pistes voor de gevorderde skiërs worden met zwart aangegeven. Daartussenin heb je dan ook nog de blauwe en rode piste.
- Après-ski: Après-ski is het 's avonds uitgaan na het skiën of snowboarden. Men gaat dan vaak naar een plaatselijke berghut, hotel, bar of andere gelegenheid om wat te drinken. Vaak is er carnavaleske muziek, maar ook zijn er wel live-optredens met winterse thema's.
- Gipsvluchten: Een gipsvlucht is een speciale dienst door de alarmcentrales om mensen die tijdens de wintersportvakantie een blessure opgelopen hebben (vaak bij het skiën of snowboarden) zoals botbreuken en dergelijke, op een adequate manier te repatriëren. Aan het begin van de eenentwintigste eeuw bleek dat het aantal gipsvluchten aan het toenemen was.[4][5] Echter begon dat in de jaren daarna weer af te nemen, en in Oostenrijk en Frankrijk werden de gipsvluchten afgeschaft, respectievelijk in 2017 en 2013.[6]
- Wintersporttrein of skitrein: trein die rijdt naar wintersportgebieden

### IJsbanen
Een ijsbaan is een baan waar ijssporten kunnen worden beoefend. Er zijn verschillende ijsbanen. ijsbanen geheel gevuld met ijs of ijsringen van 200 of 400 meter.
- Natuurijsbaan: Een natuurijsbaan is een schaatsbaan met natuurlijk aangemaakt ijs. Dit houdt in dat er alleen op geschaatst kan worden als het ijs sterk genoeg is na een paar dagen van vorst.
- Kunstijsbaan: Een kunstijsbaan is een schaatsbaan met kunstmatig aangemaakt ijs. Deze ijsbaan kan zowel in de buitenlucht liggen als overdekt dan wel halfoverdekt zijn. Het voordeel van een kunstijsbaan is dat er geen periode van vorst nodig is om er op te kunnen schaatsen en de ijskwaliteit beter kan worden gereguleerd.

## Nadelige gevolgen van wintersportgebieden
De aanleg en exploitatie van wintersportgebieden brengen diverse ecologische nadelen met zich mee. Skigebieden bevinden zich vaak in dunbevolkte berggebieden die fungeren als leefomgeving voor schuwe diersoorten. De toename van toeristen, sneeuwkanonnen, pisteonderhoudsmachines en skiliften verstoren deze stiltegebieden, wat resulteert in lawaai en vervuiling. Bovendien laten toeristen aanzienlijke hoeveelheden afval achter op en langs de pistes.
Voor het aanleggen van pistes, met name in middelhoge gebieden (tussen 1000 en 2500 meter), worden bomen gekapt en hellingen aangepast met bulldozers en dynamiet. Dit verandert de samenstelling van de bodem, wat de kans op erosie en grondverschuivingen vergroot. Ontoereikende drainage en ongeschikte begroeiing dragen bij aan instabiele grondmassa’s.
Daarnaast vereisen sneeuwkanonnen grote hoeveelheden water en energie. Spaarbekkens worden aangelegd en beken worden verlegd, wat leidt tot uitdroging van het omliggende ecosysteem. Om de pistes begaanbaar te houden, wordt sneeuw aangedrukt door pistevoertuigen, en in sommige landen worden chemicaliën toegevoegd. Hierdoor functioneert de sneeuw niet langer als isolerende laag, wat kan leiden tot afsterven van vegetatie.
Aan het einde van het seizoen smelt deze verdichte sneeuwlaag trager, wat plantensoorten minder tijd geeft om te herstellen. Dit kan resulteren in het verdwijnen van bepaalde plantensoorten en maakt de bodem kwetsbaar voor erosie en verzadiging, wat de stabiliteit van de bovenlaag verder ondermijnt.

### Duurzaamheidsmaatregelen
Er zijn maatregelen om deze negatieve effecten te beperken en wintersport duurzamer te maken. Het kiezen van duurzaam vervoer, zoals de trein, en het vermijden van gebieden met intensieve sneeuwkanonnen helpt de ecologische impact te verminderen. Duurzamere activiteiten, zoals sneeuwschoenwandelen in plaats van off-piste skiën, verstoren de natuur minder. Ook het gebruik van tweedehands wintersportkleding en het eten van lokale, plantaardige maaltijden dragen bij aan een lagere impact. Tot slot helpen accommodaties met eco-certificaten om energie- en waterverbruik te beperken, wat wintersport duurzamer maakt.